# العلاقات الساموية الليتوانية
العلاقات الساموية الليتوانية هي العلاقات الثنائية التي تجمع بين ساموا وليتوانيا.

## مقارنة بين البلدين
هذه مقارنة عامة ومرجعية للدولتين:
| وجه المقارنة                                              | ساموا                        | ليتوانيا                                                    |
| --------------------------------------------------------- | ---------------------------- | ----------------------------------------------------------- |
| المساحة (كم2)                                             | 2.84 ألف                     | 65.30 ألف                                                   |
| عدد السكان (نسمة)                                         | 196.44 ألف                   | 2.79 مليون                                                  |
| الكثافة السكانية (ن./كم²)                                 | 69.17                        | 42.73                                                       |
| العاصمة                                                   | أبيا                         | فيلنيوس، كاوناس                                             |
| اللغة الرسمية                                             | لغة إنجليزية، اللغة الساموية | اللغة الليتوانية                                            |
| العملة                                                    | تالا ساموي                   | ليتاس ليتواني، يورو                                         |
| الناتج المحلي الإجمالي (بليون دولار)                      | 856.63 مليون                 | 47.17 مليار                                                 |
| الناتج المحلي الإجمالي (تعادل القوة الشرائية) بليون دولار | 1.15 مليار                   | 84.06 مليار                                                 |
| الناتج المحلي الإجمالي الاسمي للفرد دولار أمريكي          | 3.94 ألف                     | 14.15 ألف                                                   |
| الناتج المحلي الإجمالي للفرد دولار أمريكي                 | 5.79 ألف                     | 27.69 ألف                                                   |
| مؤشر التنمية البشرية                                      | 0.702                        | 0.839                                                       |
| رمز المكالمات الدولي                                      | +685                         | +370                                                        |
| رمز الإنترنت                                              | .ws                          | .lt                                                         |
| المنطقة الزمنية                                           | ت ع م+13:00                  | ت ع م+02:00، ت ع م+03:00، أوروبا/فيلنيوس ‏، توقيت شرق أوروبا |

## منظمات دولية مشتركة
يشترك البلدان في عضوية مجموعة من المنظمات الدولية، منها:
| علم المنظمة | اسم المنظمة                               | تاريخ انضمام ساموا | تاريخ انضمام ليتوانيا |
| ----------- | ----------------------------------------- | ------------------ | --------------------- |
|             | وكالة ضمان الاستثمار متعدد الأطراف        | 27 سبتمبر 2002     | 8 يونيو 1993          |
|             | منظمة الشرطة الجنائية الدولية             | ?                  | ?                     |
|             | منظمة حظر الأسلحة الكيميائية              | ?                  | ?                     |
|             | منظمة التجارة العالمية                    | ?                  | ?                     |
|             | الأمم المتحدة                             | 15 ديسمبر 1976     | 17 سبتمبر 1991        |
|             | مؤسسة التمويل الدولية                     | 28 يونيو 1974      | 15 يناير 1993         |
|             | يونسكو                                    | 3 أبريل 1981       | 7 أكتوبر 1991         |
|             | مؤسسة التنمية الدولية                     | 28 يونيو 1974      | 23 سبتمبر 2011        |
|             | البنك الدولي للإنشاء والتعمير             | 28 يونيو 1974      | 6 يوليو 1992          |
|             | المركز الدولي لتسوية المنازعات الاستشارية | 25 مايو 1978       | 5 أغسطس 1992          |
|             | الاتحاد البريدي العالمي                   | ?                  | ?                     |
|             | الاتحاد الدولي للاتصالات                  | 7 أكتوبر 1988      | 1 يوليو 1923          |

## وصلات خارجية
- موقع وزارة الخارجية الليتوانية